# Rezolucija Vijeća sigurnosti UN-a 1239
Rezolucijom Vijeća sigurnosti UN-a 1239, usvojenom 14. svibnja 1999., nakon pozivanja na rezolucije 1160 (1998.), 1199 (1998.) i 1203 (1998.), Vijeće je pozvalo na pristup drugim dijelovima Ujedinjenih naroda i drugog humanitarnog osoblja koje djeluje na Kosovu Savezne Republike Jugoslavije (Srbija i Crna Gora).
Vijeće sigurnosti podsjetilo je na Povelju Ujedinjenih naroda, Opću deklaraciju o ljudskim pravima, međunarodne sporazume i konvencije o ljudskim pravima, Konvencije i Protokol koji se odnose na status izbjeglica, Ženevske konvencije iz 1949. i druge instrumente međunarodnog humanitarnog prava. Izražena je zabrinutost zbog humanitarne katastrofe koja se događa na i oko Kosova kao rezultat kontinuirane krize. Nadalje, postojala je zabrinutost zbog priljeva kosovskih izbjeglica u Albaniju, Makedoniju, Bosnu i Hercegovinu i druge zemlje. U tom smislu primijećena je namjera glavnog tajnika Kofija Annana da pošalje misiju na Kosovo kako bi procijenila humanitarne potrebe.
U rezoluciji su pohvaljeni napori koje su već poduzele države članice, Visoki povjerenik Ujedinjenih naroda za izbjeglice (UNHCR) i druge organizacije za humanitarnu pomoć. Od njih se tražilo da pruže pomoć interno raseljenim osobama na Kosovu, u Crnoj Gori i drugim dijelovima Savezne Republike Jugoslavije. Vijeće sigurnosti pozvalo je na pristup Ujedinjenih naroda i svom humanitarnom osoblju koje djeluje na Kosovu iu drugim dijelovima Savezne Republike Jugoslavije, ponovno potvrđujući pravo izbjeglica na siguran povratak kući. Naglašeno je da će se, bez političkog rješenja, humanitarno rješenje nastaviti pogoršavati u skladu s načelima koje je usvojio G8.
Rezolucija 1239 usvojena je s 13 glasova za, bez ijednog protiv i dva suzdržana glasa Kine i Rusije, koje su tvrdile da je NATO bombardiranje Jugoslavije, bez odobrenja Vijeća sigurnosti, doprinijelo krizi i žalile što to nije spomenuto u rezoluciji.

## Vanjske poveznice
| Wikizvor | Engleski Wikizvor ima izvorni tekst na temu: United Nations Security Council Resolution 1239 |

- Text of the Resolution at undocs.org